# Pedro Aleixo
Pour les articles homonymes, voir Aleixo.
Pedro Aleixo (1er août 1901-3 mars 1975), ancien vice-président de la république fédérative du Brésil de 1967 à 1969 du parti ARENA